# Nomenclátor Compuesto de la Antártida

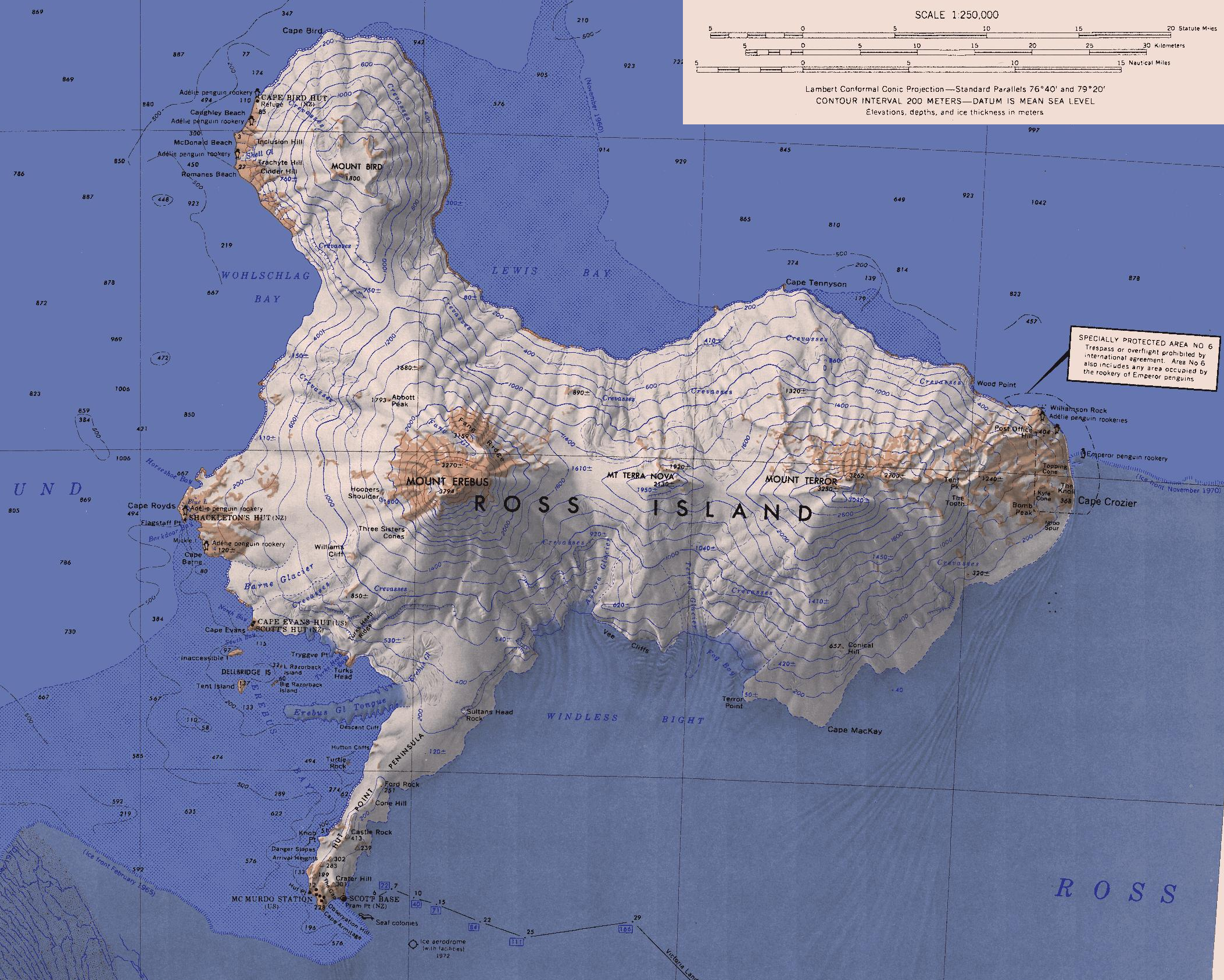
Topónimos del Nomenclátor Compuesto de la Antártida en un mapa topográfico de la isla Ross.

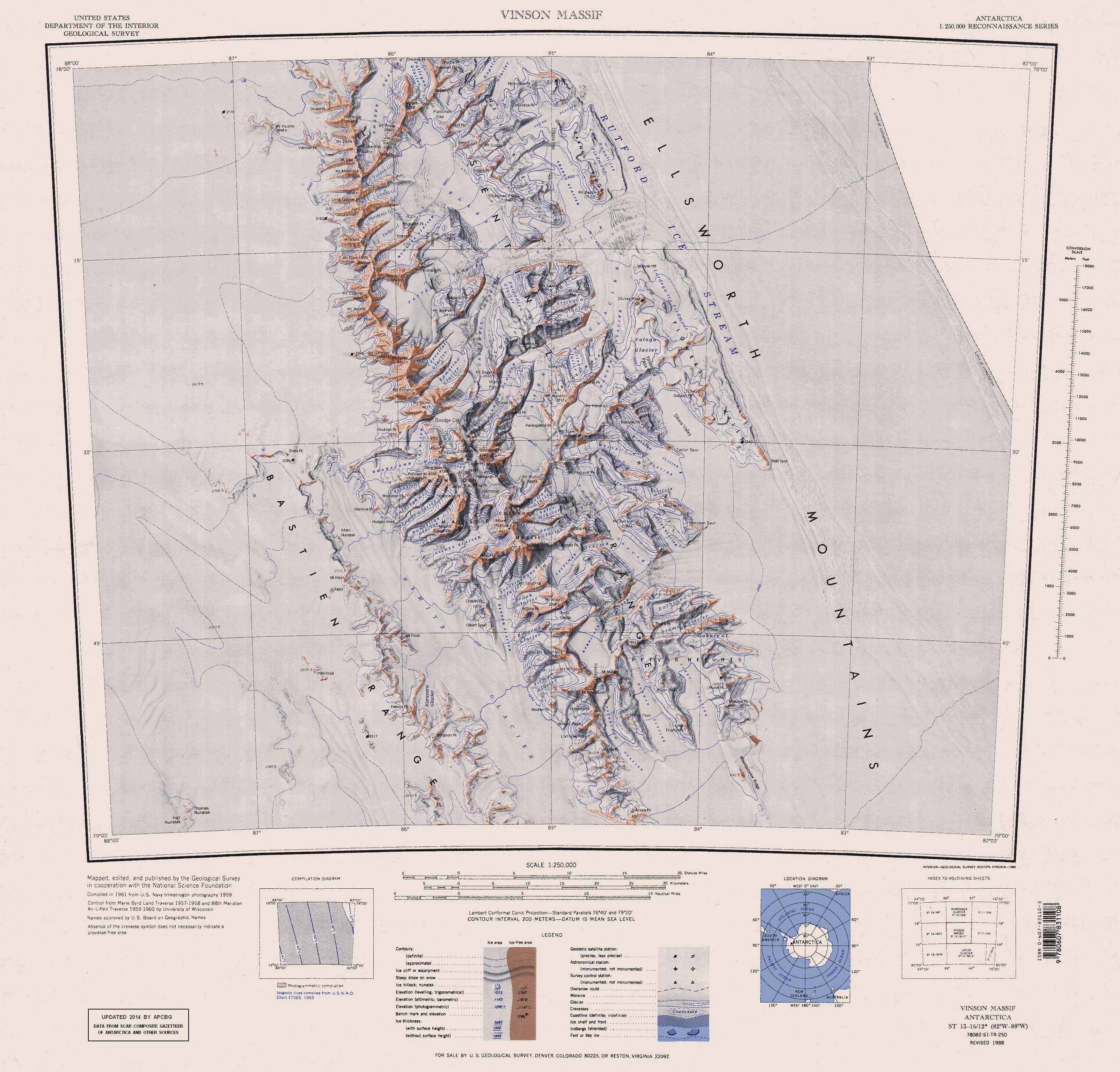
Topónimos del Nomenclátor Compuesto de la Antártida en un mapa topográfico de la cordillera Sentinel en las montañas Ellsworth.

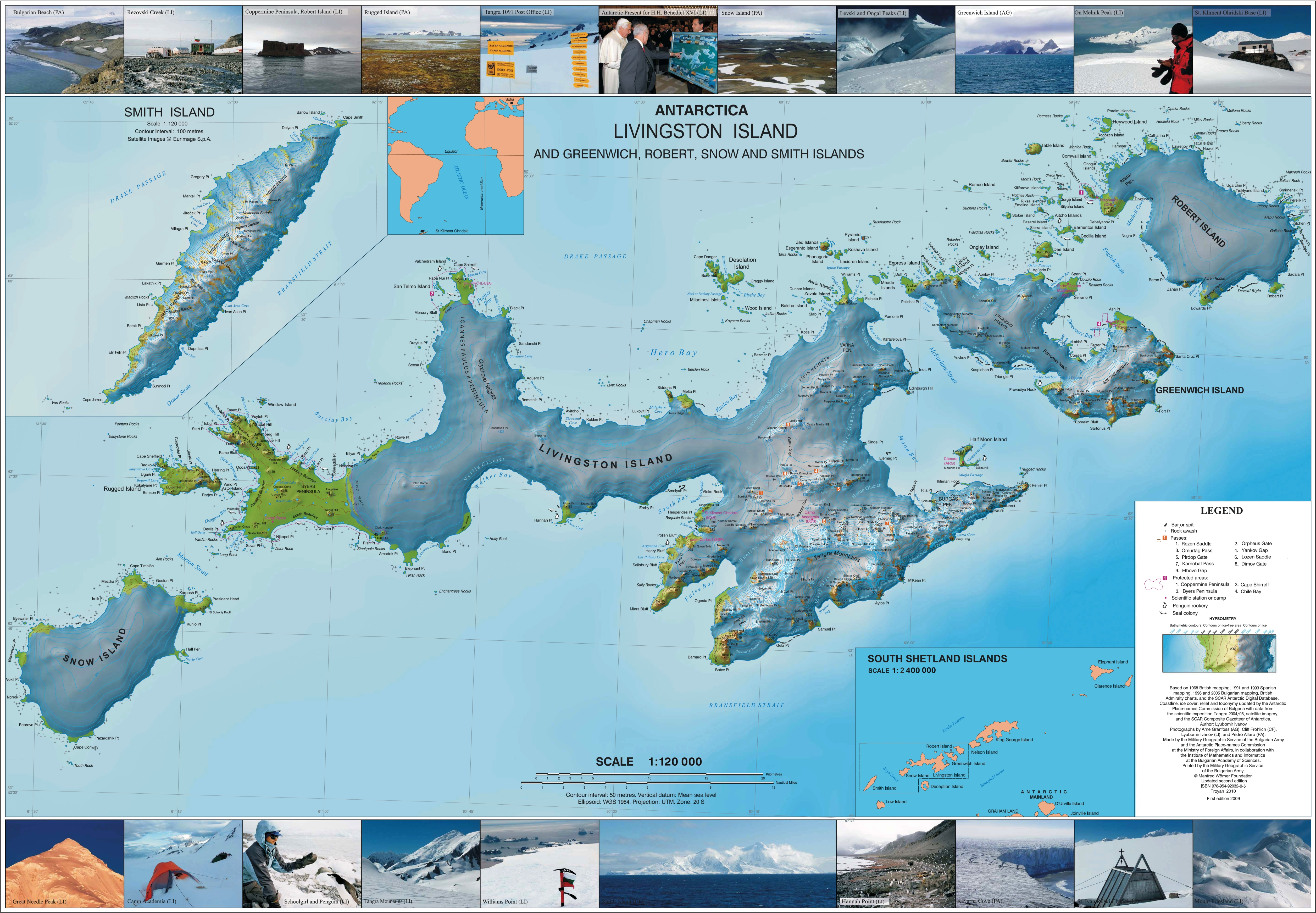
Topónimos del Nomenclátor Compuesto de la Antártida en un mapa topográfico de las islas Shetland del Sur.

El Nomenclátor Compuesto de la Antártida (en inglés: Composite Gazetteer of Antarctica, CGA) del Comité Científico para la Investigación en la Antártida (SCAR, en sus siglas en inglés) es el nomenclátor internacional autorizado que contiene todos los topónimos antárticos publicados en nomenclátores nacionales de 22 países, así como información básica sobre estos nombres y las características geográficas relevantes, recopiladas desde 1992. El Nomenclátor también incluye las partes de la Carta Batimétrica General de los Océanos (GEBCO) de la Organización Hidrográfica Internacional que se refieren a objetos geográficos submarinos al sur de los 60 grados de latitud sur.
A 4 de febrero de 2020, el contenido general del Nomenclátor asciende a 37 958 topónimos para 19 870 objetos geográficos, incluidos unos 500 objetos con dos o más nombres completamente distintos, aportados por las siguientes fuentes:
| País           | Topónimos |
| -------------- | --------- |
| Estados Unidos | 13 192    |
| Reino Unido    | 5056      |
| Rusia          | 4808      |
| Nueva Zelanda  | 2617      |
| Australia      | 2576      |
| Argentina      | 2545      |
| Chile          | 1866      |
| Noruega        | 1706      |
| Bulgaria       | 1450      |
| Alemania       | 393       |
| Polonia        | 365       |
| China          | 359       |
| Japón          | 345       |
| Francia        | 227       |
| GEBCO          | 182       |
| Bélgica        | 117       |
| Italia         | 53        |
| España         | 35        |
| Corea del Sur  | 27        |
| India          | 21        |
| Ecuador        | 9         |
| Uruguay        | 5         |
| Sudáfrica      | 2         |
| Canadá         | 2         |

## Autoridades nacionales para topónimos antárticos
| País           | Autoridad oficial                                                                                         | Autoridad oficial                                                                                         |
| País           | Nombre en español                                                                                         | Nombre original                                                                                           |
| -------------- | --- | --- |
| Alemania       | Comité Permanente de Nombres Geográficos                                                                  | Ständiger Ausschuß für Geographische Namen                                                                |
| Argentina      | - Instituto Geográfico Nacional - Sección Toponimia del Servicio de Hidrografía Naval                     | - Instituto Geográfico Nacional - Sección Toponimia del Servicio de Hidrografía Naval                     |
| Australia      | Comité de Toponimia y Medallas, División Antártica Australiana                                            | Australian Antarctic Names and Medals Committee, Australian Antarctic Division                            |
| Brasil         | Departamento de Geografía, Instituto de Geociencias                                                       | Departamento de Geografía, Instituto de Geociências                                                       |
| Bulgaria       | Comisión de Topónimos Antárticos, Ministerio de Asuntos Exteriores de Bulgaria                            | Комисия по антарктическите наименования (Komisia po antarkticheskite naimenovania)                        |
| Canadá         | Junta de Nombres Geográficos de Canadá                                                                    | Geographical Names Board of Canada                                                                        |
| Chile          | - Servicio Hidrográfico y Oceanográfico de la Armada de Chile (SHOA) - Instituto Geográfico Militar (IGM) | - Servicio Hidrográfico y Oceanográfico de la Armada de Chile (SHOA) - Instituto Geográfico Militar (IGM) |
| China          | Comité Chino de Topónimos                                                                                 | ¿? |
| España         | Comité Nacional del SCAR                                                                                  | Comité Nacional del SCAR                                                                                  |
| Estados Unidos | Junta de Nombres Geográficos de los Estados Unidos                                                        | United States Board on Geographic Names                                                                   |
| Francia        | Comisión de Toponimia de las TAAF, Instituto Geográfico Nacional                                          | Commission de Toponymie des TAAF, Institut Géographique National                                          |
| GEBCO          | Subcomité de Nombres de Objetos Submarinos del GEBCO                                                      | GEBCO Sub-Committee on Undersea Feature Names                                                             |
| Italia         | Comité para los Nombres Geográficos Antárticos                                                            | Comitato per i nomi geografici antartici                                                                  |
| Japón          | Comité de Topónimos Antárticos de Japón                                                                   | ¿? |
| Noruega        | Comité de Topónimos Antárticos de Noruega, Instituto Polar Noruego                                        | ¿?, Norsk Polarinstitutt                                                                                  |
| Nueva Zelanda  | Comité de Topónimos Antárticos de Nueva Zelanda                                                           | Antarctic Place-names Committee of New Zealand                                                            |
| Polonia        | Comité de Investigación Polar de la Academia Polaca de Ciencias                                           | Komitet Badań Polarnych Polskiej Akademii Nauk                                                            |
| Rusia          | Comisión Interministerial Rusa sobre Nombres Geográficos                                                  | ¿? |
| Reino Unido    | Comité de Topónimos Antárticos del Reino Unido, Investigación Antártica Británica                         | UK Antarctic Place-Names Committee, British Antarctic Survey                                              |
| Uruguay        | Instituto Antártico Uruguayo                                                                              | Instituto Antártico Uruguayo                                                                              |